# Erigomicronus lautus
Espèce
Synonymes
- Maro lautus Saito, 1984

Erigomicronus lautus est une espèce d'araignées aranéomorphes de la famille des Linyphiidae.

## Distribution
Cette espèce est endémique du Japon.

## Description
Les mâles mesurent de 1,1 à 1,3 mm et les femelles de 1,2 à 1,5 mm.

## Publication originale
- Saito, 1984 : Descriptions of four new species of the soil dwelling linyphiine spiders (Araneae: Linyphiidae) from the Kyushu and Kanto Districts. Edaphologia, vol. 31, p. 1-8.